# Mingli
Mingli (kinesiska: 明礼乡, 明礼) är en socken i Kina. Den ligger i provinsen Sichuan, i den sydvästra delen av landet, omkring 130 kilometer väster om provinshuvudstaden Chengdu. Antalet invånare är 1 379. Befolkningen består av 651 kvinnor och 728 män. Barn under 15 år utgör 17,0 %, vuxna 15-64 år 65 %, och äldre över 65 år 17,0 %.
Genomsnittlig årsnederbörd är 1 256 millimeter. Den regnigaste månaden är juli, med i genomsnitt 275 mm nederbörd, och den torraste är januari, med 10 mm nederbörd.